# Humour mathématique

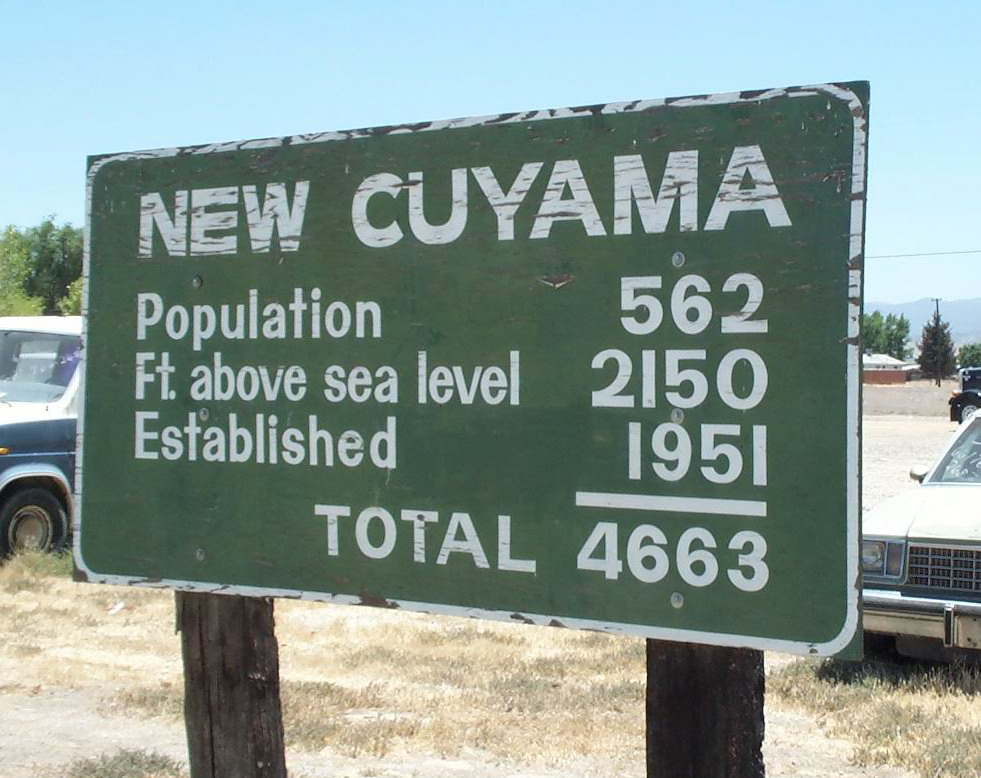
Que faire avec trois nombres ? (Population + altitude + date de fondation)

L'humour mathématique rassemble la collection d'effets humoristiques en rapport avec les mathématiques.
Pour Marc Lapprand, « l'humour trouve une association naturelle avec les mathématiques », en effet, l'humour repose souvent sur la logique, comme les mathématiques, mais une logique biaisée, décalée de la réalité telle qu'elle est habituellement perçue.
Paul Renteln et Alan Dundes distinguent ses formes « ésotériques », les plaisanteries à base de concepts mathématiques, accessibles aux seuls initiés qui les connaissent, et ses formes « exotériques », davantage destinées à des publics scientifiques non mathématiciens, où on joue volontiers de parallèles entre les disciplines concurrentes. À les en croire, l'étude d'exemples d'humour mathématique « offre une fenêtre unique sur la culture mathématique en général, voire des pistes pour comprendre la nature même de la pensée mathématique ». Cet aspect est ainsi résumé par le mathématicien John Edensor Littlewood : « Une bonne blague mathématique est meilleure, et donne de meilleures mathématiques, que des douzaines d'articles médiocres. »
L'ouvrage le plus célèbre mêlant humour et logique mathématique étant sans doute Alice au Pays des Merveilles, dont le nonsense est directement issu du formalisme mathématique naissant à son époque, par le mathématicien anglais Lewis Carroll, dont l'Encyclopédie Universalis dit que « l'essentiel de sa production marie logique, mathématiques et humour ».

## Exemples
Un exemple d'humour ésotérique — 
Question : Pourquoi les poissons américains peuvent-ils entrer au Canada sans passeport ?
Réponse : En application de la loi de réciprocité aquatique.
Des œuvres entières reposent sur l'association de l'humour et des mathématiques. Ainsi, Alice au pays des merveilles, L'idée fixe du savant Cosinus (l'une  des premières bandes dessinées françaises), La Princesse Hoppy ou le conte du Labrador.
Un exemple d'humour exotérique — 
Un physicien, un biologiste et un mathématicien sont assis à la terrasse d'un café et regardent les gens entrer et sortir de l'immeuble d'en face. Ils voient d'abord deux personnes entrer dans l'immeuble. Le temps passe. Ils remarquent ensuite trois personnes qui sortent de l'immeuble. Le physicien dit « La mesure initiale était inexacte ». Le biologiste dit « Mais non, ils ont simplement dû se reproduire. ». Le mathématicien hausse les épaules et remarque « Si une personne de plus entre dans l'immeuble, il sera vide ».

## Histoire
Au XVIIe siècle, Molière, dans Le Bourgeois gentilhomme, se moque du vocabulaire ésotérique de la logique d'Aristote et des scolastiques, trop rébarbatif, ainsi que de ceux qui n'y comprennent rien :
Le Bourgeois gentilhomme (acte II, scène IV) — 
Monsieur Jourdain
Qu’est-ce que c’est que cette logique ?
Maître de philosophie
C’est elle qui enseigne les trois opérations de l’esprit.
Monsieur Jourdain
Qui sont-elles, ces trois opérations de l’esprit ?
Maître de philosophie
La première, la seconde, et la troisième. La première est de bien concevoir par le moyen des universaux. La seconde, de bien juger par le moyen des catégories ; et la troisième, de bien tirer une conséquence par le moyen des figures barbara, celarent, darii, ferio, baralipton, etc.
Monsieur Jourdain
Voilà des mots qui sont trop rébarbatifs. Cette logique-là ne me revient point. Apprenons autre chose qui soit plus joli.
Dans un même temps, Molière met dans la bouche de Don Juan : Je crois que deux et deux sont quatre, Sganarelle, et que quatre et quatre sont huit. La mathématique y devient, ironiquement, le fondement de l'athéisme.
Gustave Flaubert, dans une lettre à sa sœur, singe les problèmes faussement concrets posés aux écoliers du XIXe siècle : « Puisque vous étudiez la géométrie et la trigonométrie, je vais vous soumettre un problème : un bateau vogue sur l'Océan. Il a quitté Boston avec un chargement de laine. Il jauge 200 tonneaux. Il se dirige vers Le Havre. Le grand mât est cassé, le garçon de cabine est sur le pont, il y a douze passagers à bord. Le vent souffle E-NE. L'horloge marque 3h 1/4. On est au mois de mai. Quel est l'âge du capitaine ? » Ce problème est insoluble, les données nombreuses étant insuffisantes. L'expression l'« âge du capitaine » est restée célèbre.
Le XXe siècle voit le rapprochement de deux arts parfois opposés : la littérature et les mathématiques. L'un des liens étant l'humour. D'une part, l'Oulipo est un groupe d'écrivains utilisant des techniques, ou s'imposant des contraintes, « mathématiques » pour composer. D'autre part, Nicolas Bourbaki désigne un groupe de mathématiciens français qui, dans ses Éléments de mathématique, entend reprendre l'ensemble des mathématiques de façon rigoureuse et axiomatique à partir de la théorie des ensembles.

Le pseudonyme même de Nicolas Bourbaki est issu d'un canular de l'École normale supérieure. Bourbaki est « membre canonique de l'académie royale de Poldévie, grand maître de l'ordre des compacts, conservateur des uniformes, lord protecteur des filtres » comme l'affirme le faire-part de mariage (fictif) de la fille de N. Bourbaki. On reconnaît dans ce faire-part de nombreux calembours concernant des notions mathématiques. Un faire-part de décès de Bourbaki (dû au mathématicien et écrivain membre de l'Oulipo Jacques Roubaud) affirme notamment que 

« Dieu est le compactifié d'Alexandrov de l'univers » (Alexandre Grothendieck, IV, 22). »

Le mathématicien Adrien Douady pousse son « humour mathématique particulier » jusqu'à introduire un trait d'humour (fondé sur un zeugma) dès les premières phrases de sa thèse : « Soit X un espace analytique complexe. Le but de ce travail est de munir son auteur du grade de docteur ès-sciences mathématiques et l’ensemble H(X) des sous-espaces analytiques compacts de X d’une structure d’espace analytique. »
Marcel Pagnol (dans Marius au sujet des quatre tiers que devrait contenir un verre de cocktail) ou Raymond Devos (sketch Parler pour ne rien dire, au sujet du zéro) ont créé des effets comiques en jouant sur les nombres et des calculs absurdes ou visiblement faux. Les auteurs des shadoks et Boby Lapointe ont utilisé des systèmes de numérations non décimaux qu'ils ont baptisés de noms cocasses. GA BU ZO MEU ne comporte que quatre nombres (système quaternaire), la numération Bibi reprend le système hexadécimal. Les deux ont en commun l'utilisation de syllabes étranges pour provoquer un effet comique.
Les mathématiciens sont également capables d'auto-dérision. Un bon exemple en est donné par l'article de Hector Pétard de 1938 sur la chasse au lion dans le Sahara, qui parodie de nombreux théorèmes connus, dont celui de Bolzano-Weierstrass :
- soit un désert fini et un lion ;
- placez une clôture du nord au sud au milieu du désert : le lion est soit à l'ouest, soit à l'est de la clôture ;
- si le lion est à l'ouest, divisez la moitié ouest du désert avec une clôture allant d'ouest en est, sinon divisez de même la moitié est du désert : le lion sera soit au nord, soit au sud de cette clôture ;
- recommencez : au bout d'un nombre fini d'opérations, le lion sera dans une cage arbitrairement petite.

À la suite de cet article, de nombreuses publications scientifiques se sont attachées à montrer leurs applications de la chasse au lion dans le Sahara.